# Корреа, Энрике Алвим
Энрике Алвим Корреа (порт. Henrique Alvim Corrêa, 30 января 1876, Рио-де-Жанейро — 7 июня 1910, Брюссель) — бразильский художник и иллюстратор.

## Биография
Сын адвоката и баронессы де Оливейра Кастро, Корреа родился в Бразилии, в 1876 году. В 1892 году Корреа переезжает из Бразилии сначала в Лиссабон, а затем, в 1894 году, в Париж, где изучает живопись.
Женился на 17-летней Бланш Барбан, дочери художника-гравёра Шарля (Карла) Барбана. Семья[чья?] была против этого брака и отказалась помогать ему материально.
После свадьбы молодая пара поселилась в Брюсселе. Здесь в 1900 году художник открывает свою студию.
В 1903 году Корреа создает серию из 132 оригинальных иллюстраций к научно-фантастическому роману «Война миров» Герберта Уэллса. Они были впервые опубликованы в 1906 году, в издании романа на французском языке.
В 1910 году часть иллюстраций художника сопровождала русскую публикацию романа в журнале «Мир приключений».
Энрике Корреа умер 7 июня 1910 г. в Брюсселе от туберкулёза, на 35-м году жизни. У него осталось двое детей.

## Факты
- В 1914 году, во время Первой мировой войны, студия художника в Брюсселе была разграблена и разрушена немцами. В 1942 году немецкий корабль с оригиналами графических работ Корреа и медными гравюрами, был потоплен.[источник не указан 2374 дня]